# Naradka północna
Naradka północna (Androsace septentrionalis  L.) – gatunek rośliny z rodziny pierwiosnkowatych.

## Występowanie
Występuje w środkowej i wschodniej Europie, na Kaukazie oraz w północnej Azji. W Polsce rozpowszechniona na niżu.

## Morfologia
PokrójRoślina jednoroczna ze słabo zaznaczonym korzeniem palowym. Cała roślina pokryta czerwonawymi szypułkowatymi gruczołami.
ŁodygaBardzo mała, często niewidoczna.
LiścieOdziomkowe, w przyziemnej rozetce, lancetowate lub podługowato-lancetowate, ząbkowane, pokryte włoskami.
KwiatyNa szypułkach długości 5-15 cm, wyrastające z kątów górnych liści. Pojedyncze lub zebrane po kilka w wielokwiatowym gęstym baldaszku. Białe lub czerwonawe z żółtą gardzielą.

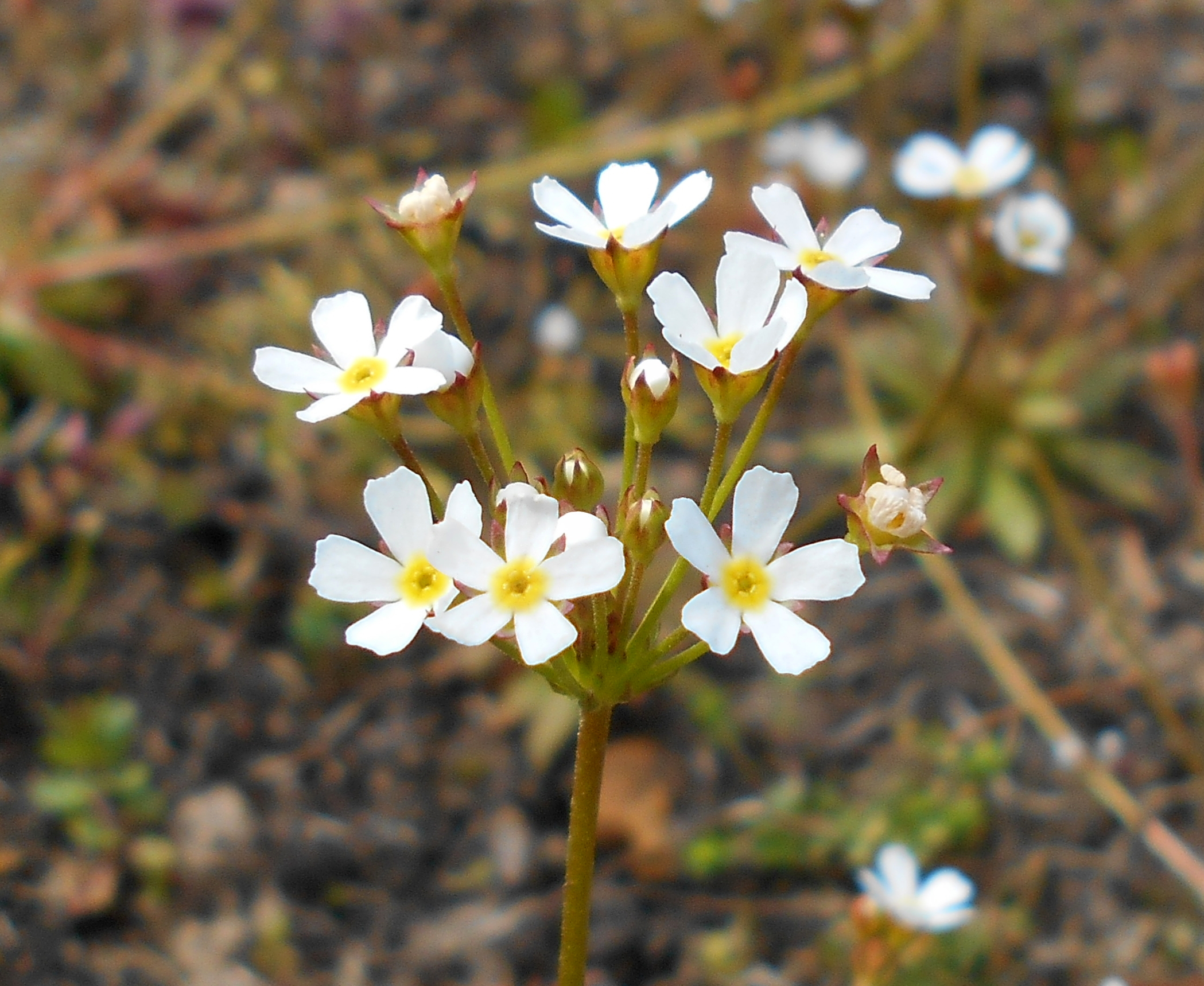
Kwiaty
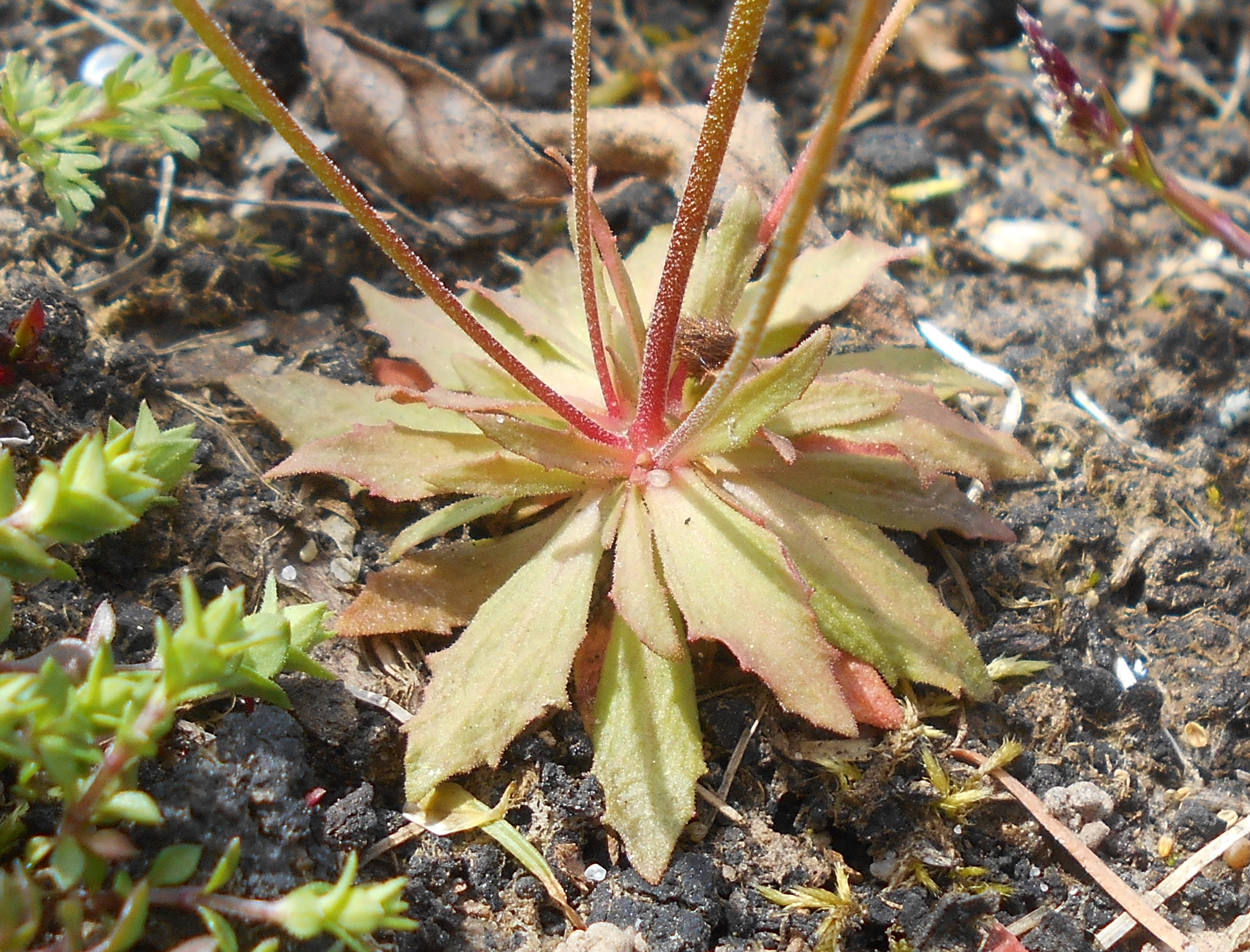
Rozetka liściowa

## Biologia i ekologia
Roślina jednoroczna. W Polsce kwitnie od maja do czerwca. Rośnie na polach, pagórkach, nasypach, na glebach piaszczystych, miejscach trawiastych. W klasyfikacji zbiorowisk roślinnych gatunek charakterystyczny dla Ass. Cerastio-Androsacetum septentrionalis. Liczba chromosomów 2n = 20.

## Zagrożenia i ochrona
Gatunek umieszczony na polskiej czerwonej liście w kategorii VU (narażony).